# 大泉寺 (中津川市)
大泉寺（だいせんじ）は、岐阜県中津川市北野町にある浄土宗鎮西派の寺院で知恩院の末寺。山号は中道山。本尊は阿弥陀如来。恵那中部新四国八十八ヶ所 第二十二番

## 歴史
室町時代末期、恵下に瑞應寺という寺院の堂宇があったが、その後下町へ移り、街道交通の変遷に伴ない当時の集落の中心地の本町（泉町）へ移転し大泉寺が建立されたと伝わる。
天正4年(1576年)、酉誉聖聡門下の了暁慶善の法孫 安誉虎角大和尚が開山した。安誉虎角は、武田信玄晴信の知遇を得たとの伝承もある。
開基は、遠山氏の重臣で恵下にあった徳ノ城主の市岡前長右衛門尉である。
文久2年(1862年)の火災により堂宇はすべて灰燼に帰した。梵鐘も焼失したが、現在のものは鐘楼に同じく昭和35年（1960年）に造られたものである。
旧大泉寺址には、江戸時代中期の墓石が多く残され、墓地入口には観音堂がある。
苗木城は明治3年（1870年）に取り壊されたが、大泉寺の再建にあたり堂宇の骨格に、苗木城の古材が使用されたとも言われる。
城門を譲りうけたとの伝承もあり、苗木城の城門を木曽川を渡して運び、寺の門にしたといわれる。ちなみに今の庫裡裏東入口にある門は武家門である。
明治6年（1873年）北野 字 大西の地に再建され現在に至っている。
また大泉寺は東濃における他力浄土念仏の道場として400年余りの歴史を有するほかに、恵那中部新四国八十八ヶ所のうち第二十二番札所でもある。

### 寺宝
本尊以外の宝物としては、以下が所蔵されている。
- 勢至・観音菩薩像
- 善導大師像
- 元禄の銘が有る法然上人像の西乾漆像
- 恵心僧都の筆によると伝わる山越三尊の図の掛軸
- 延宝7年（1679年）の銘の有る涅槃曼陀羅

### 境内
稲荷神社がある。大正の初め伏見稲荷より勧請、町の職人によって建てられたものであるが、現在は寺で初午か二ノ午に祭りがおこなわれている。

## 瑞應寺 (西蓮寺)
享保18年（1733年）七世浄誉の筆による「過去帳慶長歳暮」には次のように記されている。
「当時の濫觴を尋に 是より東南の山の麓 恵下と言う所に 往昔一宇の道場あり瑞応寺と号す。
年序開闢断絶由緒知れる人なし 伽藍は旧跡に今残れり。是往古の檀林なるべし。故に会下と言うべきを誤りて恵下というか。
ここにおいて又幾年の星霜を積しともしらず此寺を西蓮寺と改号せりとも伝えたり。右 瑞応寺の遺跡今下町裏にあり 寺号は田地の字となれり。　
其後 天正四丙子年 市岡前長右衛門 法名宗誉浄閑開基として 此処に引移し 寺号を改め中道山 大泉寺と号す。
境内東西拾九間 南北三拾三間 地頭 山村氏の除地也（中略）
本尊は恵心の御作阿弥陀如来の立像なり（中略）。
然るに第六世純誉上人丹精を抽て、本堂庫裡共に悉く建立成就し畢ぬ。
今の本尊は、元禄17年(1704年)甲申4月15日 尾州名古屋茶屋町 伊藤氏が二親菩提のために寄進したもので、慈覚大師の御作になる座像の阿弥陀如来である。左右の二菩薩は平野氏　久木氏の寄進なり。」（後略）
「廃寺趾考」には、「恵下に瑞應寺あり、下町に移り後、天正四年 市岡長右衛門尉ここに移す。瑞応寺跡 安江久兵衛ノ南 今寺屋敷」と記述されているが、
大泉寺の前身である瑞應寺は、廃寺址より一段下の段丘上に移築され、再び本町に移されたものである。